# Fulgencio de Cartagena
Fulgencio de Cartagena o Fulgencio de Écija (Cartagena, siglo VI - 630) fue un noble y sacerdote cristiano hispano del siglo VI.
Fulgenció llegó a ser obispo de Astigi o Écija en dos ocasiones, y también de la diócesis de Cartagena, su ciudad natal.  Es venerado como santo por la Iglesia Católica (al igual que sus otros tres hermanos, por lo que se le llama también uno de los Cuatro Santos de Cartagena) y su fiesta litúrgica se celebra el 14 de enero en el calendario general, aunque en Cartagena es el 16 de enero, y en Sevilla el 19 de enero.

## Hagiografía
Fulgencio nació en Cartagena en torno al año 540 y pronto su familia se traslada a Sevilla. En dicha ciudad serían arzobispos sus hermanos Leandro e Isidoro. San Fulgencio fue obispo de Écija, y como tal asistió al II Concilio Hispalense (610). Hombre elocuente y gran orador, Recaredo le encomendó diversas misiones para su reino.

### Familia
Hijo de Severiano o Severino al cual se le adjudica el título de dux (si bien su hermano Isidoro menciona que era simplemente un ciudadano), y Teodora o Túrtura. Su padre fue un noble hispanorromano. Fulgencio fue el segundo de cinco hermanos, cuatro de los cuales son considerados santos por la Iglesia católica y la Iglesia ortodoxa. 
Sus otros hermanos canonizados son Isidoro de Sevilla, Leandro de Sevilla y Florentina de Cartagena. Todos ellos son conocidos como los Cuatro Santos de Cartagena (la quinta alegada hermana fue Teodora o Teodosia, madre de Hermenegildo, también santo).

## Culto público

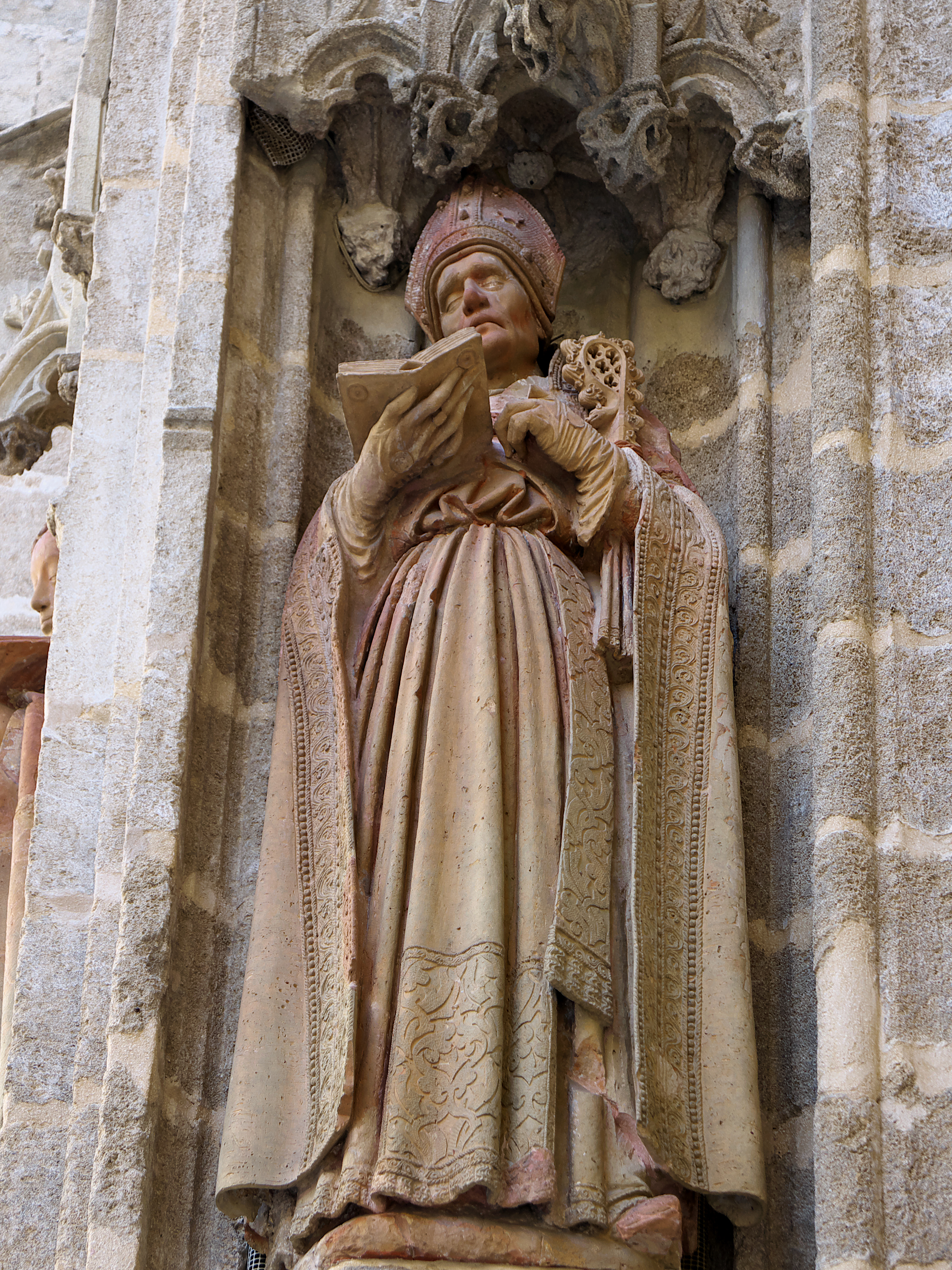
San Fulgencio. Portada del Bautismo, Catedral de Sevilla

Fulgencio es patrón de la diócesis de Cartagena y, desde el siglo XVI, también da nombre al Seminario Mayor de Murcia. Es, además, patrón de la ciudad de Plasencia y su diócesis.  Fue considerado un hombre sabio, siendo elevado al rango de doctor de la Iglesia en 1880 por León XIII.
La festividad de San Fulgencio se celebra el 16 de enero.

### Reliquias
La mayor parte están en la iglesia de San Juan Bautista de Berzocana (Cáceres), junto con las de su hermana santa Florentina. También hay reliquias de San Fulgencio y santa Florentina en la catedral de Murcia, enviadas desde Berzocana por orden de Felipe II. Por decisión de este rey también hay alguna reliquia menor en San Lorenzo de El Escorial.

## Representaciones artísticas
Las representaciones de los Cuatro Santos tanto en pintura como en escultura han sido un tema común en la Región de Murcia a lo largo de los siglos. Aunque muchas fueron destruidas durante la Guerra Civil en 1936 [cita requerida], se salvó alguna de las más significativas, como las esculturas realizadas por Francisco Salzillo en 1755. Imágenes de los cuatro santos los podemos ver en el imafronte de la Catedral de Murcia, en el Altar Mayor de la misma y en otros lugares del templo.